# Blaze (Kalafinaの曲)
『blaze』（ブレイズ）は、2016年8月10日にSME Recordsから発売された、Kalafinaの19枚目のシングル。表題曲『blaze』は、TVアニメ『アルスラーン戦記　風塵乱舞』のエンディングテーマである。

## 概要
Kalafinaとしては、前作「One Light」以来約1年ぶりのシングルで、表題曲の「blaze」は、TVアニメ「アルスラーン戦記　風塵乱舞」のエンディングテーマである。また、SME Records所属としては最後のシングルである。
CDの発売形態は次の通り。
- 通常盤(CDのみ)
- 初回生産限定盤A (blazeのMVを収録したDVDが付属。)
- 初回生産限定盤B (blazeのMVを収録したBDが付属。)
- 期間生産限定盤(アニメ盤) (『アルスラーン戦記　風塵乱舞』　ノンクレジットエンディング映像を収録したDVDが付属。)
- 完全生産限定盤(アナログ盤)

また、blaze〜TV size〜が先行配信された。

## 収録曲
（作詞、作曲、編曲は、全て梶浦由記）
通常盤・初回限定盤
1. blaze   (4:03)
2. 夏の朝 (3:45)
3. blaze∼Instrumental∼
4. 夏の朝∼Instrumental∼

DVD/BD（初回限定盤）
1. blaze MV

期間限定盤（アニメ盤）・完全生産限定盤（アナログレコード盤）
1. blaze
2. 夏の朝
3. blaze∼Instrumental∼
4. 夏の朝∼Instrumental∼
5. blaze∼TV Size∼

DVD（期間限定盤のみ）
1. TVアニメ「アルスラーン戦記　風塵乱舞」ノンクレジットエンディング映像